# Milíkov (Frýdek-místeki járás)
Milíkov település Csehországban, Frýdek-místeki járásban. Milíkov Dolní Lomná, Košařiska, Hrádek és Návsí településekkel határos. Lakosainak száma 1312 fő (2024. január 1.).

## Népesség
A település lakosságának változását az alábbi diagram mutatja:
| Lakosok száma | 738  | 725  | 862  | 992  | 1297 | 1300 | 1338 | 1357 | 1350 | 1312 |
|               | 1869 | 1890 | 1921 | 1950 | 1980 | 2001 | 2017 | 2019 | 2022 | 2024 |